# Pachydissus parvicollis
Pachydissus parvicollis är en skalbaggsart som beskrevs av Charles Joseph Gahan 1891. Pachydissus parvicollis ingår i släktet Pachydissus och familjen långhorningar. Inga underarter finns listade i Catalogue of Life.